# 鋼鉄城の主
「鋼鉄城の主」(Lord of the Iron Fortress)はダンジョンズ&ドラゴンズ第3版ロールプレイングゲーム用のアドベンチャーである。

## プロット要約
この48ページ（本文）の本は2ページの導入で始まる。冒険に基づいた背景が提供され、イフリートのスルタン(王)により一度行使されたが、破壊され次元界に散らばっている「ブレード・オヴ・ファイアリー・マイト」のプロットが含まれる。
ハーフレッド・ドラゴン／ハーフドウェルガルのインペラゴンが支配するザンディカールの鋼鉄城は外方次元界の地獄の戦場アケロンにあり、歴史の偉大な鍛冶マスターの閉じ込められた霊を奴隷のように使って剣を再び鍛えてきた。インペラゴンは古代の剣を帯び、ドラウやマインド・フレイヤー、そして悪の次元界の住人からなる強力な軍隊の筆頭にして、物質界を征服し自分の王国を建てるつもりである。冒険はプレイヤーキャラクターがアケロンの次元界に通じているライガスの町で、手がかりを元に地元の職人を調査するところから始まる。一度、キャラクターはメカヌスからの入植者フォーミアンに遭遇し、その拠点は鋼鉄城の攻撃を準備している間作戦のベースとして使用できる。もし鋼鉄城の護衛であるゴーレムとスチール・プレデターを打ち破る事ができれば、キャラクターは壁の突破口からインペラゴンの作品を破壊する事ができる。
本は4つの付録が含まれる。付録1には冒険を通して遭遇するノンプレイヤーキャラクターのデータが収められている。付録2には新しいモンスターである「アクシオマティック種クリーチャー」のテンプレートと、ブレードリング、そしてスチール・プレデターが含まれる。付録3には新しい2つの呪文と新しい4つのマジックアイテム（ブレード・オヴ・ファイアリー・マイトを含む）が収められている。付録4には4人の作成済みキャラクターのデータが収められている。

## 出版履歴
本は2002年に出版され、著者はアンディ・コリンズ、カバーアートはen:Todd Lockwoodそして本文アートはDavid Dayとen:Wayne Reynoldsである。2004年には日本語版が出版された。

## 評判
Dungeon Master for DummiesはLord of the Iron Fortressを第3版アドベンチャーのベスト10のひとつにリストアップした。